# Chaetodon marleyi
Chaetodon marleyi es una de las especies que conforman el género Chaetodon. Es llamado fácilmente pez mariposa sudafricano, ya que se encuentra localizado en el mar que rodea a Sudáfrica y Mozambique, incluso en lagunas y bahías del mismo. Habita entre los corales o algas, hasta los 120 m de profundidad.
Sus características son simples: cuerpo blanco, franjas oscuras en variadas partes corporales, sin olvidar la característica franja en los ojos, y lomo, viente y aleta trasera de color amarillo (o anaranjado), alcanzando longitudes hasta de 20 cm.